# ألكسندر ساكستون
إلكسندر ساكستون (بالإنجليزية: Alexander Saxton)‏ (16 يوليو 1919، غريت بارينغتون في الولايات المتحدة - 20 أغسطس 2012 في الولايات المتحدة)؛ مؤرخ وروائي أمريكي.